# 15150 Salsa
15150 Salsa eller 2000 EO148 är en asteroid i huvudbältet som upptäcktes den 4 mars 2000 av Catalina Sky Survey projektet. Den är uppkallad efter The San Antonio League of Sidewalk Astronomers (SALSA).
Asteroiden har en diameter på ungefär 3 kilometer.